# محمدرحیم صراف
محمدرحیم صراف باستان‌شناس ایرانی و دارای دکترای باستان‌شناسی از دانشگاه مونیخ آلمان در مؤسسهٔ باستان‌شناسی آسیای نزدیک و استاد دانشگاه تهران است. وی در ۲۳ آبان ۱۳۱۸ (خورشیدی) در شهر خوی به دنیا آمد. وی تحصیلات ابتدایی را در مدرسه سعدی تبریز آغاز کرد و تحصیلات خود را در مدرسه حافظ و دبیرستان دارالفنون تهران ادامه داد.
وی در سال ۱۳۵۰ از سوی دولت ایران برای گذراندن تحصیلات عالی به آلمان اعزام شد و در سال‌های ۵۶–۱۳۵۱ موفق به اخذ درجه دکترای باستان‌شناس از دانشگاه مونیخ آلمان در مؤسسهٔ باستان‌شناسی آسیای نزدیک شد.
صراف پس از بازگشت به ایران و پایان تحصیل در آلمان، تحقیقات تخصصی را در مرکز باستان‌شناسی دنبال کرد و با تشکیل سازمان میراث فرهنگی به عنوان عضو هیئت علمی معاونت پژوهشی آن سازمان به فعالیت‌های پژوهشی پرداخت.

## تدریس و تألیفات
وی در زمینهٔ باستان‌شناسی «ایران و میان‌رودان» در دانشگاه تهران، دانشگاه تربیت مدرس و دانشگاه آزاد اسلامی به تدریس پرداخته است و همچنین مقاله‌ها و کتاب‌های بسیاری در زمینهٔ باستان‌شناسی نوشته است که می‌توان از دو کتاب «نقوش برجستهٔ ایلامی» و «مذهب قوم ایلام» یاد کرد.
محمدرحیم صراف علاوه بر نگارش، ترجمهٔ کتاب‌هایی مانند «سومر و اکد»، «هنر بین‌النهرین باستان: هنر کلاسیک خاور نزدیک» را به فارسی ترجمه کرده است. او همچنین در کاوش‌های باستان‌شناسی «بمپور»، «تل ابلیس»، «هفت تپه» و «بیشابور» شرکت داشته و سال‌ها سرپرستی کاوش‌های تپه هگمتانه را به دوش داشته است.

## جشن‌نامه
کتاب صراف خزان، جشن‌نامۀ دکتر محمدرحیم صراف به پاس سال‌ها فعالیت علمی و فرهنگی و میهنی محمدرحیم صراف به‌کوشش شاهین آریامنش را پژوهشگاه میراث فرهنگی و گردشگری در سال ۱۳۹۷ منتشر کرد.
این کتاب شامل مقاله‌های از باستان‌شناسان ایرانی همچون شاهین آریامنش، مریم دارا، سجاد علی‌بیگی، علی سجادی، مجید حاجی‌تبار، سمیه پودات، فرشاد میری، علی هژبری، مسعود آذرنوش، آرمان شیشه‌گر، محمدرضا ریاضی و ... است. رونمایی از کتاب صراف خزان و نکوداشت محمدرحیم صراف، در پژوهشگاه میراث فرهنگی و گردشگری برگزار شد.